# Jean Bourgain
Jean Bourgain (* 28. února 1954 Ostende, Belgie – 22. prosince 2018, Bonheiden) byl belgický matematik. Zabýval se několika oblastmi matematiky: funkcionální analýzou, harmonickou analýzou, analytickou teorií čísel, kombinatorikou, ergodickou teorií, parciálními diferenciálními rovnicemi a teorií grup. Je nositelem několika vědeckých ocenění, včetně Fieldsovy medaile za rok 1994.